# Trunking
Trunking is een communicatiemethode die met relatief weinig communicatiekanalen veel gebruikers kan bereiken. Voor het ontstaan van trunking waren alle kanalen vrij voor iedereen die in het bezit was van een radio. Gebruikers moesten wachten tot de andere persoon stopte met praten voordat hij zelf kon praten. Bij trunking worden verschillende kanalen gedeeld. In zo'n systeem zal er eerst gezocht worden naar een vrij kanaal voordat communicatie gestart wordt.
Trunking wordt vaak gebruikt door bedrijven en door verschillende overheidsinstanties bijvoorbeeld politie en brandweer. Ze gebruiken het omdat het een goedkope flexibele oplossing is voor interne communicatie.

## Non-trunked radiocommunicatie
Bij traditionele non-trunking-radiocommunicatie gebruikte de verschillende gebruikersgroepen aparte radiofrequenties of radiokanalen. Omdat er vaak meer gebruikersgroepen zijn dan dat er vrije radiokanalen zijn moeten groepen vaak hetzelfde enkelvoudige kanaal delen.

## Trunked radiocommunicatie
Bij trunking wordt er gebruikgemaakt van meerdere gedeelde radiokanalen. Wanneer men wil communiceren via een trunking-systeem dan zoekt het systeem automatisch voor een vrij kanaal om over te communiceren na gebruik wordt het kanaal weer vrijgegeven.
Omdat het systeem automatisch een kanaal zoekt hoeft men de kanalen niet meer te monitoren voor het communiceren.
Bij trunking kan er met minder frequentiekanalen worden volstaan bij een betrekkelijk geringe stagnatiekans. Daarnaast neemt de bezettingsgraad per kanaal toe, zodat de beschikbare kanalen effectiever worden gebruikt. Als bij trunking een kanaal bezet is, wordt er binnen 300 ms automatisch overgeschakeld naar een ander vrij kanaal binnen de trunk. Op deze manier neemt het rendement van een frequentiekanaal enorm toe. Onder het rendement verstaan we het gemiddelde percentage dat een kanaal wordt gebruikt. Uit statistische onderzoeken blijkt, dat bij een stagnatiekans van 10% het rendement bij een enkelvoudig kanaal eveneens 10% is! Bij bundeling (trunking) van 10 kanalen met elk een stagnatiekans van 10%, blijkt het rendement tot 70% te zijn toegenomen.
Het trunking-netwerk bestaat uit de volgende onderdelen: – centrale besturing; – portofoons; – mobilofoons; – dataterminals; – vaste posten. De centrale besturing van een trunking-system bestaat uit: – een trunked system controller; – een system terminal; – een system operator.
Vaste posten zijn niet mobiel en hebben een kabel- of draadloze verbinding met de centrale besturing. Mobiele gebruikers zijn uitsluitend door middel van een zendontvanger draadloos verbonden met de centrale besturing. De trunked system controller (centrale besturing) voert alle handelingen uit die nodig zijn voor het opzetten van spraak- en dataverbindingen, zoals het toewijzen van een vrij frequentiekanaal aan een mobiele gebruiker. Daarnaast controleert deze de status van alle overige kanalen. Zo doet deze een time-out ontstaan bij lange gesprekken, dat wil zeggen dat dergelijke gesprekken tijdelijk worden onderbroken. Deze informatie wordt door de trunked system controller doorgegeven aan de system terminal. Deze gegevens kunnen door de system operator bij de system terminal steeds worden opgevraagd. De systeemspecificaties kunnen worden aangepast, wat vooral bij calamiteiten nodig kan zijn. Eén van de radiokanalen doet dienst als aanvraag- of organisatiekanaal. Als bijvoorbeeld mobilofoon A een verbinding wenst met een bepaalde vaste post B, dan maakt deze dit kenbaar aan het aanvraagstation. De trunked system controller verbindt vervolgens het mobilofoonstation A via een vrij kanaal met de gewenste vaste post B.

### Voordelen
- Efficiënter
- Makkelijker te gebruiken
- Sneller systeem
- Minder geneigd bezet te zijn
- Meer privacy
- Betrouwbaarder
- Flexibel uit te breiden

## Mogelijkheden

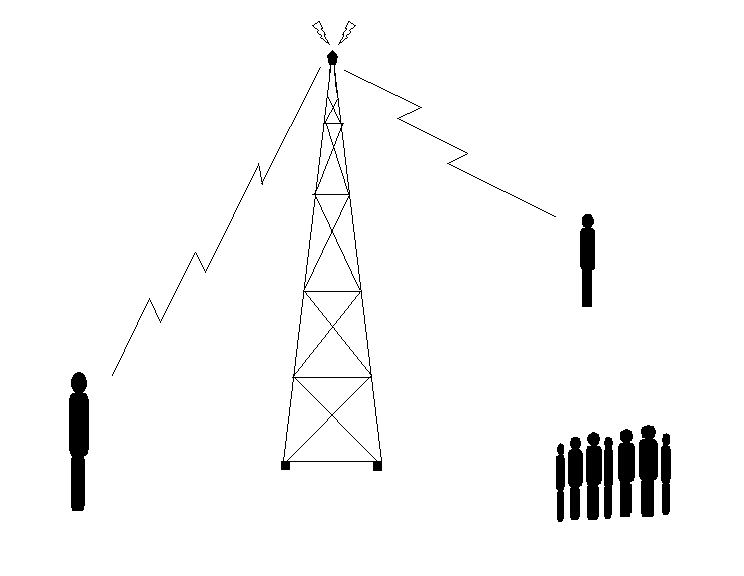
Individuele gesprekken

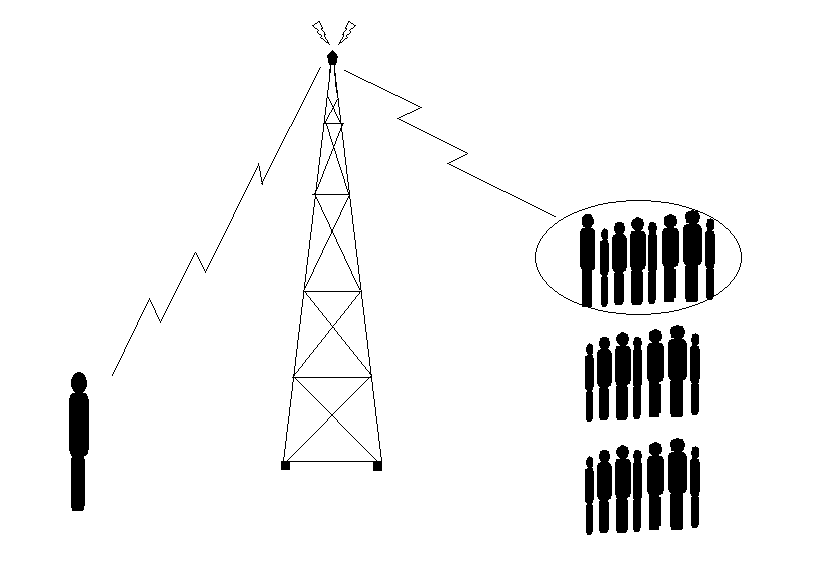
Groepsgesprekken

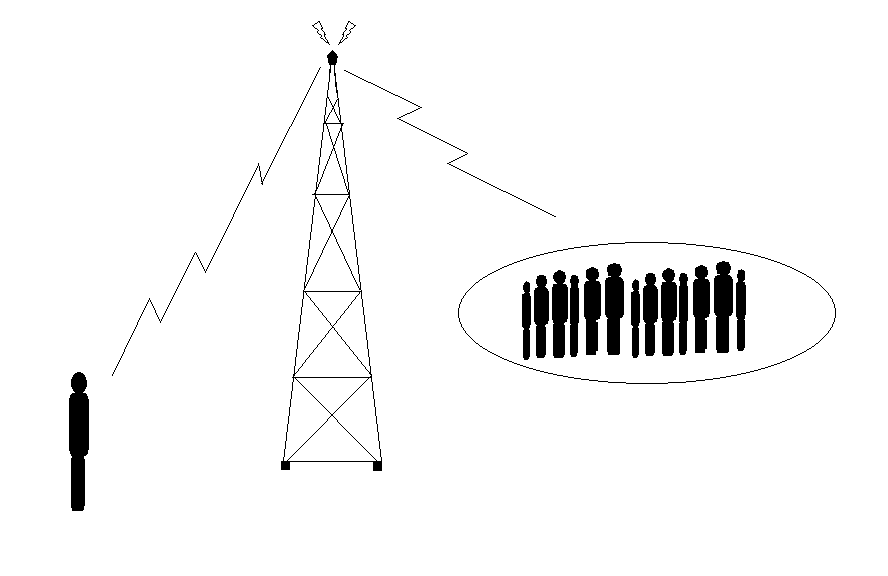
All-in gesprekken

Voorbeelden
Individuele gesprekkenHet biedt de mogelijkheid om één persoon te bellen binnen een groep. Bijvoorbeeld wanneer een baas een van zijn ploegleiders wil contacteren zonder dat de rest van het personeel het gesprek kan beluisteren.
GroepsgesprekkenHet biedt de mogelijkheid om meerdere personen te bellen binnen een groep. 
All-in gesprekkenDeze functie biedt de mogelijkheid om elke gebruiker binnen een bepaalde groep te bereiken, net zoals de non-trunked radiocommunicatie en heeft als voordeel dat het meer privacy biedt voor de groep. 
Telefoon inter-connectiesTrunking radio's kunnen bellen en gebeld worden. Een trunking radio kan een telefoonnummer van 12 cijfers verkrijgen en kan functioneren als een gsm vermits binnen het bereik van de repeater. 

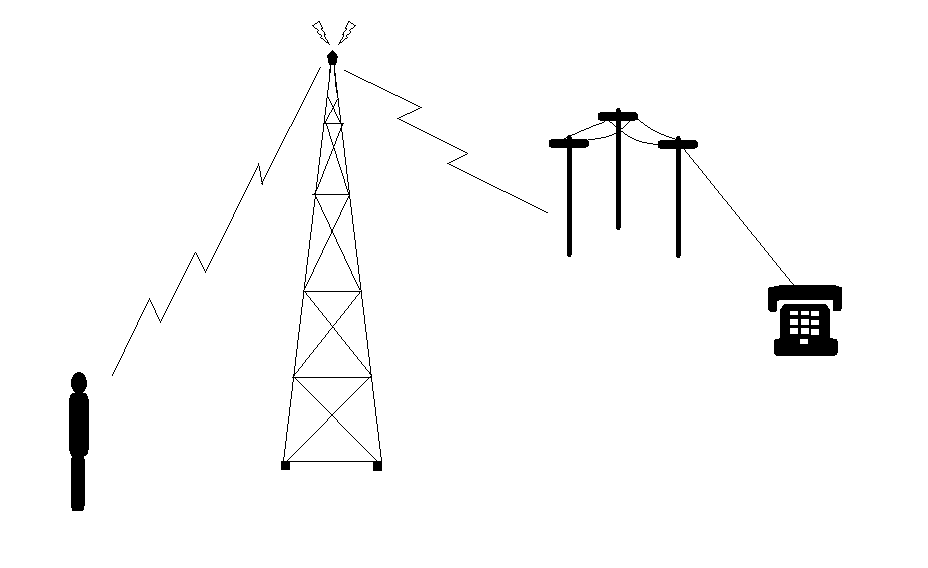
Telefoon inter-connecties

## Verschillende systemen
Ericsson GE
- EDACS Provoice
- EDACS
- GE Mark V# Logic Trunked Radio
- LTR Standard
- LTR Passport
- LTR Standard and Passport
- LTR MultiNet
- LTR-Net

Motorola
- Type I
- Type II
- Type IIi Hybrid
- Type II SmartZone
- Type II SmartZone OmniLink
- iDEN (integrated Digital Enhanced Network)
- Motorola Harmony (see iDEN)